# Cornelis Lely
Pour les articles homonymes, voir Lely.
Cornelis Lely, né à Amsterdam le 23 septembre 1854 et mort à La Haye le 22 janvier 1929 , est un ingénieur en hydraulique et homme d'État néerlandais.
Lely est ministre chargé des transports et des aménagements hydrauliques entre 1891 et 1894, puis entre 1897 et 1901 et enfin entre 1913 et 1918. Il dirige les études sur les travaux du Zuiderzee et  mène à bien la construction de l'Afsluitdijk.
Son plan est approuvé en 1916 et les travaux s'étalent de 1927 à 1933. Le Zuiderzee disparaît, laissant la place à l'IJsselmeer, vaste lac séparé par la mer par la nouvelle digue, longue de 32 km. Entre 1902 et 1905, il est en outre gouverneur de la Guyane néerlandaise.

## Du Zuiderzee à l'IJsselmeer
Bien qu'il existât des projets depuis plusieurs centaines d'années sur la récupération du Zuiderzee, Cornelis Lely a été le premier à présenter techniquement un plan répondant aux problèmes tels que le drainage de l'IJssel. Ce projet a longtemps été considéré comme une aventure risquée en ce qui concerne avantages et inconvénients, l'impact économique sur la pêche, le coût du projet et les risques.

Lely a été en mesure de réaliser son plan parce qu'il était ingénieur et un politicien capable. En 1913, alors que la population était largement opposée au projet, la reine Wilhelmine décida malgré tout qu’il était temps de réaliser le projet. Deux arguments ont joué finalement en sa faveur : la Première Guerre mondiale a provoqué une pénurie de nourriture, de sorte que le terrain dégagé par les travaux du Zuiderzee a été d'une grande importance. Ensuite, le choc provoqué par l'inondation de 1916 (connues aussi sous le nom d’« inondations du Zuiderzee ») a contribué à son élection à la tête  du parlement deux ans plus tard, en 1918.

L'avantage de son projet est le raccourcissement de la côte. La défense contre la mer est donc plus efficace, comme l'affirme Lely. Avec plusieurs centaines de kilomètres de côtes sur le Zuiderzee, il est très difficile de maintenir une barrière efficace. Les différents barrages sont remplacés par une digue unique. La vision de Lely sera utilisée plus tard au XXe siècle, pour les travaux du Plan Delta et la côte de Zélande sera raccourcie.

## Hommages

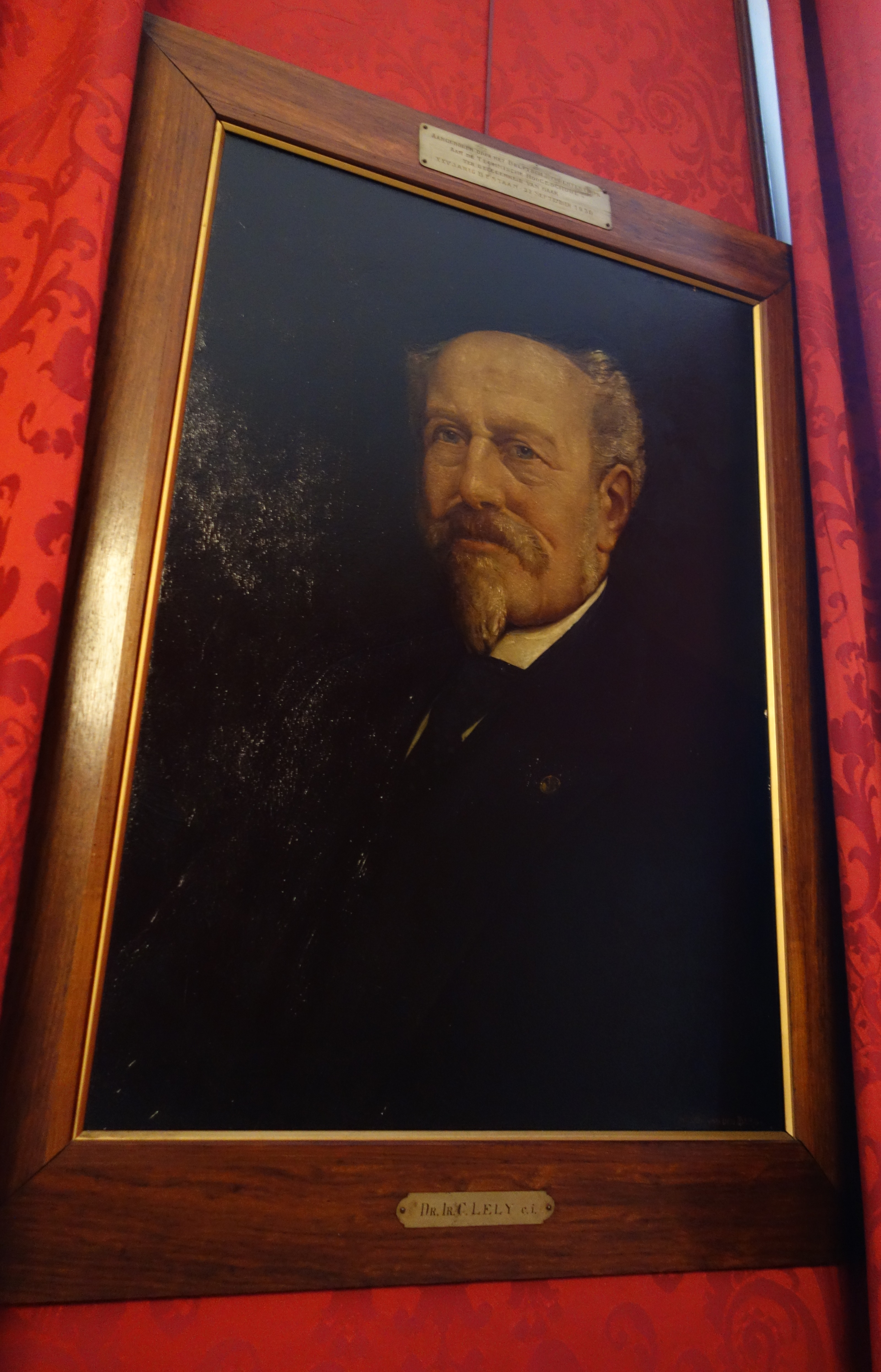
Cornelis Lely

Le nom de Cornelis Lely a été donné à la ville de Lelystad, construite sur un polder de l'IJsselmeer et capitale depuis 1986 de la province du Flevoland.
La localité de Lelydorp, au Surinam, lui doit son nom, en souvenir de travaux ferroviaires effectués sous son gouvernorat.
Trois statues de Cornelis Lely ont été érigées, la première à l'extrémité occidentale de l'Afsluitdijk (œuvre de Mari Andriessen et inaugurée en 1954), la deuxième à Lelystad et œuvre de Hans van Houwelingen, la dernière étant à l'hôtel de ville de Lelystad (création de Piet Esser).
Les monts Lely, massif montagneux du Suriname, portent son nom.
Un navire de la société néerlandais Van Oord, un des leader mondiaux des travaux maritimes, a été nommé Cornelis Lely.